# Blek dvärgbuksimmare
Blek dvärgbuksimmare (Micronecta griseola) är en insektsart som beskrevs av Géza Horváth 1899. Blek dvärgbuksimmare ingår i släktet Micronecta, och familjen buksimmare. Enligt den svenska rödlistan är arten sårbar i Sverige. Arten förekommer på Gotland och Götaland. Artens livsmiljö är våtmarker, sjöar och vattendrag, jordbrukslandskap.